# コロンバス (原子力潜水艦)
|          |                                           |
| 艦歴     |                                           |
| 発注     | 1986年3月21日                             |
| 起工     | 1991年1月9日                              |
| 進水     | 1992年8月1日                              |
| 就役     | 1993年7月24日                             |
| その後   | 就役中                                    |
| 母港     | ハワイ州真珠湾                            |
| 性能諸元 |                                           |
| 排水量   | 満載：6,927 トン、基準：6,000 トン        |
| 全長     | 110.3 m (362 ft)                          |
| 全幅     | 10 m (33 ft)                              |
| 喫水     | 9.4 m (31 ft)                             |
| 最大速   | 水上25 kt (46 km/h)、水中30+ kt (56 km/h) |
| 潜行深度 | 290 m (950 ft)                            |
| 機関     | S6G reactor 1基                           |
| 乗員     | 士官12名、兵員98名                        |
| モットー |                                           |
|          |                                           |

コロンバス(USS Columbus, SSN-762)は、アメリカ海軍のロサンゼルス級原子力潜水艦の51番艦。艦名はオハイオ州コロンバスに因んで命名された。その名を持つ艦としてはボルチモア級重巡洋艦7番艦(CA-74/CG-12)以来4隻目。

## 艦歴
コロンバスの建造は1986年3月21日にコネチカット州グロトンのジェネラル・ダイナミクス・エレクトリック・ボート社に発注され、1991年1月9日に起工した。1992年8月1日にマーガレット・デマース夫人によって命名、進水し、1993年7月24日にカール・M・スメイフ・ジュニア艦長の指揮下就役する。
コロンバスは建造後の整調訓練の後、1994年6月にエレクトリック・ボート社で信頼性試験を完了した。艦は9月に真珠湾で太平洋艦隊潜水艦部隊に合流した。コロンバスは1995年後半から1996年前半を通じて太平洋西部へ展開し、第7艦隊の1ユニットとして様々な作戦活動に参加した。
2006年4月中旬に艦内での虐待事件が発生した。乗組員7名が2名に対する攻撃、いじめ、職務怠慢などで訴追された。指摘された7名は上級上等兵曹から伍長までの階級にあった。状況に関する完全な報告書は5月30日に提出された。海軍は6月13日にコロンバス艦長チャールズ・マルケス中佐を「専門環境における適切な標準を確立し維持する能力、乗組員に対して安全かつ肯定的で秩序の保たれた環境を提供する能力」に欠けるとして解任を発表した。マルケス中佐に代わってオハイオ(USS Ohio, SSBN-726)の前艦長ブライアン・マカルヴァイン大佐が艦長として一時的に着任し、数カ月後にジェームズ・ドゥディ中佐が艦長に着任した。
コロンバスはワシントン州ブレマートンで近代化改修を受けた後、2006年12月22日に母港を真珠湾へ移転した。